# Суспільне надбання

Символ належності до однієї із течій прибічників суспільного надбання (редакції трактувань певних внутрішніх характеристик — антипод угод копірайту)

Суспільне надбання (англ. public domain) є сукупністю знань (зокрема в таких творчих галузях як література, мистецтво, музика та наука), стосовно яких жодна юридична чи фізична особа не має і не може мати виключних майнових прав. Українське законодавство визначає суспільне надбання як твори і об'єкти суміжних прав, передбачений строк дії авторського права або суміжних прав на які сплив.
Якщо той чи інший об'єкт не є суспільним надбанням, це означає, що на нього розповсюджується режим права інтелектуальної власності, який може бути реалізований шляхом використання механізмів авторського права чи права промислової власності. Права на використання цих об'єктів будь-яким представником громадськості без виплати винагороди правовласнику зазвичай дуже обмежені. Але після закінчення терміну дії відповідних майнових прав відповідний матеріал автоматично стає суспільним надбанням, тобто право на його використання починає належати будь-якій зацікавленій особі.
Суспільне надбання складається з усіх творчих робіт, які не перебувають у виключній інтелектуальній власності. Авторські права на такі роботи або були втрачені автором, або передані ним у суспільне надбання свідомо, або сплив термін дії авторських прав, або авторські права не застосовуються в певному випадку. Оскільки авторське прав відрізняється в різних країнах, та сама робота може підлягати авторському праву в одній країні та бути у суспільному надбанні в іншій.

## Критерії належності творів до суспільного надбання
Результати творчої праці є частиною суспільного надбання, якщо виключні права на них не закріплені у законодавстві відповідної країни — тобто не існує законодавчих актів, якими б закріплювалися подібні права або ж чинне законодавство не передбачає можливості для захисту таких прав. До суспільного надбання також, зазвичай, відносяться роботи, які були створені до того, як положення про майнові права інтелектуальної власності були включені до національного законодавства. Прикладом можуть бути твори Вільяма Шекспіра та Людвіга ван Бетховена або винаходи Архімеда (водночас, переклади робіт Шекспіра або Архімеда можуть бути захищені авторським правом). Авторське право також не поширюється на твори, що належать уряду Сполучених Штатів Америки.
Роботи нетворчого характеру не можуть бути захищені авторським правом і часто належать до суспільного надбання. Наприклад, в більшості країн переважна більшість математичних формул не є предметом авторського чи патентного права (хоча їх застосування чи реалізація, наприклад, у вигляді комп'ютерних програм, може бути захищена патентом). Факти та дані є частиною суспільного надбання. Набори інтуїтивно організованих даних, наприклад, алфавітні довідники на зразок телефонного довідника чи адресної книги знаходяться в суспільному надбанні. Але творчий підхід до організації фактів чи даних, наприклад, категоризовані списки, може бути захищений авторським правом.

## Закінчення терміну дії права інтелектуальної власності
Авторське, а також майнові права на результати раціоналізаторської та винахідницької діяльності, зазвичай, мають кінцевий термін правової охорони. Коли цей термін спливає, відповідний об'єкт переходить у суспільне надбання. В більшості країн стандартний термін дії патенту становить 20 років з моменту подання заявки. У випадку із торговими марками також можливе їх перетворення на суспільне надбання внаслідок того, що зареєстрована торговельна марка стала загальновживаним терміном.
Ситуація з авторським правом є дещо складнішою. Зазвичай, термін дії авторського права в усіх країнах (за винятком Гватемали, Мексики та Самоа) закінчується, якщо відбувається одна із таких умов:
- Все життя автора і 70 років після його смерті (рахунок ведеться з 1 січня року, наступного за роком смерті)
- Останній з авторів помер, щонайменше, за 70 років до 1 січня поточного року.
- Жодна зі сторін, що підписали Бернську Конвенцію, не встановила безстрокових авторських прав на роботу.
- Ні Сполучені Штати, ні Європейський Союз не подовжили термін дії авторських прав на роботу з моменту його останньої зміни.

Ці умови базуються здебільшого на праві інтелектуальної власності Сполучених Штатів та Європейського Союзу і визнаються більшістю сторін, які підписали Бернську Конвенцію.
За нормами, прийнятими у Сполучених Штатах, авторське право не поширюється на твори, що вже знаходяться у суспільному надбанні (тобто, видані у світ до 1923 року), але може бути поновлене згідно з положеннями права Європейського Союзу з причини гармонізації законодавства щодо авторського права на основі Німеччини, де термін дії авторського права було подовжено до 70 років із дня смерті автора.
Роботи, створені урядом Сполучених Штатів, належать до суспільного надбання з моменту їх створення. Роботи уряду Британії захищені Королівським авторським правом або Парламентським авторським правом. Роботи, на які діє Королівське авторське право, переходять в суспільне надбання через 50 років з моменту їх публікації, якщо автор роботи не залишив за собою авторського права або не передав його Короні. В такому випадку термін дії авторського права закінчується через 70 років із дня смерті автора. Неопубліковані документи, на які діє Королівське авторське право, переходять в суспільне надбання через 125 років з моменту їх створення. Але відповідно до законодавства, яким було визначене дане правило і скасоване традиційне безстрокове авторське право на неопубліковані роботи, закріплене звичаєвим правом Англії, жодна неопублікована робота не може перейти в суспільне надбання раніше ніж за 50 років після введення в дію даного законодавства. Оскільки дане законодавство було введене в дію 1 серпня 1989 року, жоден з неопублікованих документів уряду Британії не стане громадським надбанням до 2039 року. Документи, захищені Парламентським авторським правом, переходять в суспільне надбання після того, як минуло 50 років з дати публікації. В деяких роботах, створених урядом Британії, при умові дотримання певних вимог, Королівське авторське право не застосовується.
Канада і Австралія станом на 2004 рік, на відміну від Сполучених Штатів та Європейського Союзу, не прийняли подібного двадцятирічного подовження терміну дії авторських прав. Тож термін дії авторського права в даних країнах закінчується через 50 років із дня смерті автора. В результаті, такі персонажі як Міккі Маус та Пітер Пен в цих країнах знаходяться в суспільному надбанні. Як і більшість інших країн Співдружності, Канада та Австралія наслідують Велику Британію в тому, що стосується авторського права на роботи, створені урядом. Обидві мають свої версії Королівського авторського права, які діють 50 років з дати публікації.
Нова Зеландія також має Королівське авторське право, але термін його дії значно більший і становить 100 років з дати публікації. Ірландія має п'ятдесятирічний термін на урядові роботи, але оскільки це вже більше не монархія, авторське право там вже не називається Королівським авторським правом.
В Індії термін дії авторського права закінчується через 60 років з дати смерті автора та, на урядові роботи, 60 років з дати публікації.
Як приклади винаходів, на які закінчився термін дії патентного права, можна навести винаходи Томаса Едісона.
Прикладами робіт, на які закінчився термін дії авторського права, є твори Карло Коллоді та Марка Твена.
Прикладами робіт, на які діє безстрокове авторське право, є історії про Пітера Пена; такий термін дії був наданий Британським урядом і стосується лише Великої Британії. Інші роботи, наприклад, персонажі компанії Волта Діснея, де юре не підпадають під безстрокове авторське право, оскільки за конституцією Сполучених Штатів, авторське право повинно мати «обмежений термін дії». Але попри це, термін дії було подовжено декілька разів, призводячи щоразу до чергового подовження термінів дії авторських прав.